# Alkaliczno-skaleniowy granit
Alkaliczno-skaleniowy granit – kwaśna skała magmowa-głębinowa, średnio- lub grubokrystaliczną, częściej średniokrystaliczna. Skała ma budowę jawnokrystaliczną.
Na diagramie klasyfikacyjnym QAPF alkaliczno-skaleniowy granit zajmuje pole 2.
W skład alkaliczno-skaleniowego granitu wchodzą: ortoklaz, mikroklin, albit, kwarc, biotyt, rzadziej muskowit i amfibole, rzadziej pirokseny oraz w niewielkich ilościach również minerały akcesoryczne: apatyt, cyrkon, monacyt, ksenotym, turmalin, beryl, tytanit, rutyl, anataz, magnetyt, allanit, fluoryt, granat i inne.